# Lhotka (Ostrovec-Lhotka)
Lhotka je jižněji položená část obce Ostrovec-Lhotka v okrese Rokycany v Plzeňském kraji. Nachází se zhruba šest kilometrů severozápadně od Zbiroha. Lhotka leží v katastrálním území Lhotka u Terešova o rozloze 2,29 km².

## Historie
První písemná zmínka o Lhotce je z roku 1362. V roce 1725 ve vsi vznikl samostatný statek Strojetických ze Strojetic, kteří ve vsi vystavěli v hospodářském dvoře malý jednopatrový dřevěný zámeček (kolem roku 1737). Roku 1751 zemřel Karel Strojetický a Lhotka se stala součástí statku Terešov. Po rozparcelování dvora při raabizaci byl zámeček prodán poddaným. Roku 1888 zcela shořel. Nacházel se v místě domu čp. 1.

## Obyvatelstvo
| Rok            | 1869 | 1880 | 1890 | 1900 | 1910 | 1921 | 1930 | 1950 | 1961 | 1970 | 1980 | 1991 | 2001 | 2011 | 2021 |
| -------------- | ---- | ---- | ---- | ---- | ---- | ---- | ---- | ---- | ---- | ---- | ---- | ---- | ---- | ---- | ---- |
| Počet obyvatel | 434  | 289  | 247  | 240  | 210  | 197  | 189  | 125  | 114  | 96   | 74   | 64   | 57   | 78   | 77   |
| Počet domů     | 50   | 59   | 47   | 49   | 48   | 48   | 49   | 48   | 48   | 34   | 29   | 45   | 44   | 46   | 47   |

## Obecní správa
Při sčítání lidu v roce 1869 byla Lhotka osadou obce Mlečice v okrese Hořovice. V letech 1880–1950 byla samostatnou obcí, nejprve v okrese Hořovice, v letech 1900–1950 v okrese Rokycany. V letech 1961–1979 byla částí obce Ostrovec v okrese Rokycany. Od 1. ledna 1980 do 23. listopadu 1990 byla znovu částí obce Mlečice v okrese Rokycany. Od 24. listopadu 1990 do 12. února 1991 byla obcí v okrese Rokycany. Od 13. února 1991 je částí obce Ostrovec-Lhotka v okrese Rokycany.

## Pamětihodnosti
- Kaple svatého Vojtěcha